# Divadlo Globe

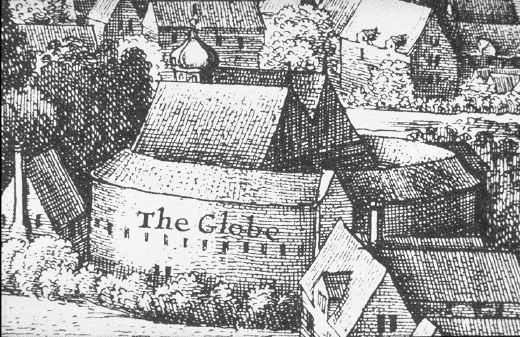
Druhé divadlo Globe od Václava Hollara, rytina vznikla r. 1647 už po zániku divadla

Divadlo Globe bylo divadlo v Londýně, kde byly uváděny hry Williama Shakespeara. První budova divadla byla postavena 1599 a požárem zničena 1613, druhá budova z roku 1614 byla stržena 1644. Jejich novodobá replika nazvaná Shakespeare's Globe stojí na břehu Temže nedaleko Southwarkského mostu.

## Historie divadla

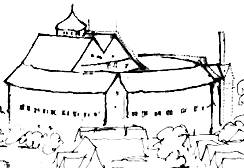
Hollarova skica divadla z roku 1638

Divadlo Globe bylo postaveno v roce 1599 v Londýně a je spjato s osobou Williama Shakespeara, který byl členem a podílníkem divadelní společnosti nazývané Služebníci lorda komořího. Svá představení hráli v Divadle Jamese Burbage. Roku 1597 jim však nájem na divadlo vypršel, což znamenalo velké potíže. Bylo třeba něco podniknout. Divadelní společnost se rozhodla ukrást své vlastní divadlo na základě prošlé smlouvy, kde se psalo, že pokud budou chtít, mohou divadlo rozebrat. Divadlo přesunuli na jižní břeh řeky Temže a pojmenovali ho Globe. Byl to vynikající tah, Služebníci lorda komořího zachránili své divadlo i své kariéry. Jednu chybu však udělali, střechu nového divadla vyrobili z hořlavých došků. V létě roku 1613 Globe do základů vyhořel. Velký oheň způsobilo dělo, ze kterého vystřelili při představení. Dělo se nestrefilo a zapálilo doškovou střechu. Podílníci měli povinnost postavit nové divadlo. Tato verze Globu přežila 30 let, dokud nebylo divadlo z nařízení puritána Olivera Cromwella uzavřeno. Samotná budova byla v roce 1644 stržena.

## Moderní kopie

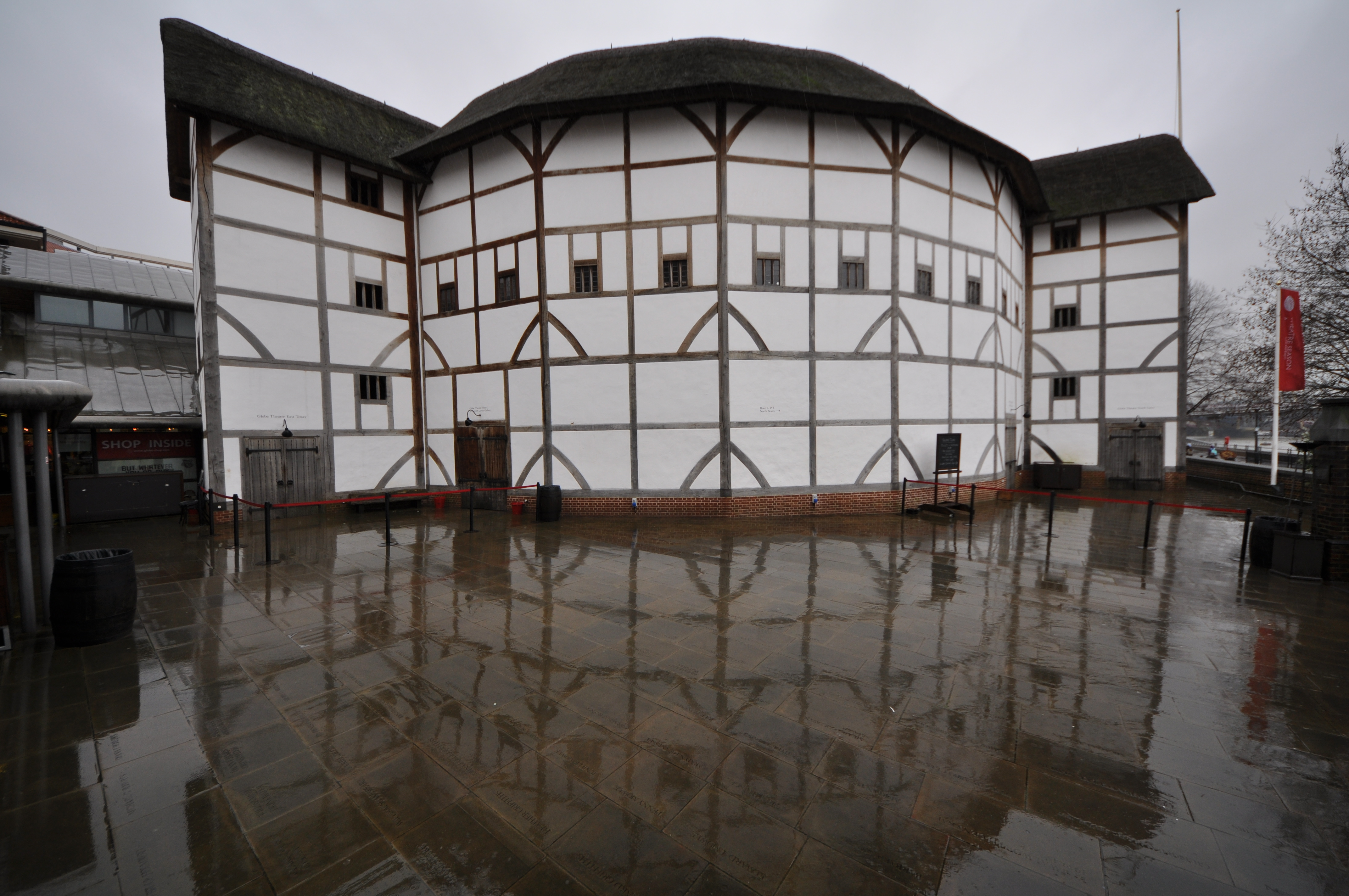
Replika divadla Globe v Southwarku

Ke konci 20. století byl po přestávce trvající 350 let postaven další Globe. Americký herec a Shakespearův milovník Sam Wanamaker (otec Zoë Wanamakerové) se rozhodl, že ve čtvrti Bankside v londýnském Southwarku postaví repliku Globu. Teď zde stojí divadlo, které se snaží věrně napodobit obě původní budovy podle dochovalých dokladů, jak vypadalo za Shakespearových časů. V Globu probíhá každoročně letní sezona Shakespearových her a také je zde největší trvalá Shakespearova výstava na světě.
V roce 1999 byla postavena dřevěná replika divadla Globe podle projektu Tomáše Kulíka a Jindřicha Smetany také na pražském Výstavišti. Toto divadlo bylo v roce 2005 zničeno požárem.